# WD 1054-226
Désignations
WD 1054–226, également connue sous le nom de LP 849-31, est une naine blanche de magnitude absolue 16 relativement froide avec une atmosphère d'hydrogène, dans la petite constellation de la Coupe située à environ 117 années-lumière, à ascension droite 10h57' et déclinaison −22°53' (époque J2000). Le nom WD 1054–226 est basé sur les coordonnées de l'époque J1950. L'étoile a été reconnue comme une naine blanche avec 32 autres naines blanches voisines (ou naines blanches doubles) en 2007.

## Système planétaire
En 2022, il a été signalé que le flux de lumière provenant de l'étoile varie continuellement en raison de son obscurcissement partiel par un anneau. Cette variation se répète avec peu de changement toutes les 25,02 heures. Curieusement, il y a des baisses de flux lumineux toutes les 23 minutes, soit exactement 65 par période de 25,02 heures. L'explication de cette forte 65e harmonique n'est pas clairement établie. Elle pourrait être expliquée par des amas de matière en orbite autour de l'étoile.
Les chercheurs ont émis l'hypothèse que ces amas seraient influencés par un objet de la taille d'une lune, peut-être une exoplanète. S'il a une période de 25 heures alors il serait en orbite dans la zone habitable du système. Si cela est confirmé, ce serait la première fois qu'une planète potentiellement habitable est découverte en orbite autour d'une naine blanche,.